# 라구사 (이탈리아)
라구사(Ragusa)는 이탈리아 시칠리아섬에 있는 도시로, 라구사도의 도청 소재지이다. 두 깊은 골짜기 사이의 광대한 석회암 지대를 기반으로 하고 있다.